# Diệp Vấn tiền truyện
Diệp Vấn tiền truyện (tiếng Trung: 葉問前傳, tựa tiếng Anh: The Legend Is Born - Ip Man) là một bộ phim võ thuật tiểu sử Hồng Kông năm 2010 dựa trên cuộc đời sơ khai của tông sư Vịnh Xuân quyền Diệp Vấn, do Khâu Lễ Đào đạo diễn và Đỗ Vũ Hàng đóng vai chính. Mặc dù không hợp tác với loạt phim Diệp Vấn và Diệp Vấn 2 của đạo diễn Diệp Vĩ Tín, một số diễn viên trong Diệp Vấn tiền truyện xuất hiện cả trong loạt phim của Vĩ Tín, bao gồm Hồng Kim Bảo, Phàn Thiếu Hoàng và Trần Gia Hoàn. Bộ phim cũng có sự xuất hiện đặc biệt của võ sư Diệp Chuẩn, con trai của Diệp Vấn.

## Nội dung
Khi còn thiếu niên, Diệp Vấn cùng với người anh nuôi Diệp Thiên Tứ và Lý Mỹ Tuệ theo học Vịnh Xuân quyền từ sư phụ Trần Hoa Thuận. Sau khi Trần sư phụ qua đời, Diệp Vấn tiếp tục học Vịnh Xuân từ đại sư huynh Ngô Trọng Tố. Thời gian trôi qua, võ công của các huynh đệ ngày càng tiến bộ. Trong một lần đi chơi hội chợ địa phương, Diệp Vấn gặp Trương Vĩnh Thành, con gái của phó thị trưởng Phật Sơn, một cô gái xinh đẹp yếu đuối nhưng lại mạnh mẽ về tính cách. Khi bọn côn đồ gây sự, Diệp Vấn cùng các anh em đồng môn dễ dàng đánh bại chúng, để lại ấn tượng sâu sắc cho Vĩnh Thành, trước khi Diệp Vấn rời Phật Sơn đi học ở Hồng Kông.
Tại Hồng Kông, sau một trận đấu khúc côn cầu, Diệp Vấn và các bạn học của anh bị một người phương Tây phát ngôn kỳ thị chủng tộc. Anh thách đấu và đánh bại anh chàng người Tây kia. Diệp Vấn nhanh chóng nổi tiếng sau vụ việc này. Khi đến một tiệm thuốc Bắc để mua thuốc về chữa cho anh bạn Tây, Diệp Vấn đã gặp sư thúc Lương Bích, con trai của sư công Lương Tán, sư phụ của Trần Hoa Thuận. Diệp Vấn được Lương Bích chỉ dạy những kỹ thuật Vịnh Xuân cải tiến và nhờ đó nâng cao võ công của mình.
Trong khi đó tại Phật Sơn, Diệp Thiên Tứ đã dần gây dựng uy danh của mình và trở thành một trong những võ sư hàng đầu của hội võ thuật tại thành phố này. Khi Diệp Vấn trở về Phật Sơn, anh nhanh chóng làm mọi người kinh ngạc với kỹ thuật Vịnh Xuân mới lạ của mình. Diệp Vấn sau đó gặp lại Trương Vĩnh Thành và phải lòng cô. Khi Lý Mỹ Tuệ nhận ra Diệp Vấn yêu Vĩnh Thành, cô đau khổ chấp nhận tình yêu của Thiên Tứ rồi làm đám cưới với anh. Ngay trong đêm tân hôn của Thiên Tứ và Mỹ Tuệ, cha đỡ đầu của Mỹ Tuệ bị sát hại và Diệp Vấn bị bắt vì cảnh sát nghi ngờ anh là thủ phạm. Để cứu Diệp Vấn, Vĩnh Thành đã hi sinh danh tiết của mình, nói dối rằng Diệp Vấn đã ở bên cô suốt đêm. Có được bằng chứng ngoại phạm, Diệp Vấn được thả ra. Cùng lúc đó, Mỹ Tuệ vô tình phát hiện một lá thư gửi cho Thiên Tứ, biết được sự thật anh ta là gián điệp của một tổ chức Nhật Bản cũng như sự liên quan của anh ta trong vụ sát hại cha đỡ đầu của cô. Quá đau khổ, Mỹ Tuệ định tự sát nhưng Thiên Tứ về ngăn cản cô kịp thời. Hai người định trốn đi nhưng bị bọn người Nhật bắt lại và chúng buộc Thiên Tứ phải thủ tiêu Ngô Trọng Tố nhằm bịt đầu mối vì Mỹ Tuệ đã đưa lá thư chứng cứ cho đại sư huynh.
Mặc dù võ công cao cường nhưng Trọng Tố cũng gặp khó khăn khi chống lại Thiên Tứ và nhóm sát thủ Nhật. Trong lúc nguy cấp, Diệp Vấn đã về kịp lúc hạ gục nhóm sát thủ Nhật và đánh bại Thiên Tứ trong cuộc giao đấu tay đôi. Thiên Tứ sau đó tiết lộ rằng anh chính là người gốc Nhật có tên Tanaka Eiketsu, năm xưa được gửi đến Trung Quốc để xâm nhập và hoạt động như một điệp viên bí mật, trước khi thực hiện nghi thức tự sát seppuku. Diệp Vấn vội vã đến bến tàu để giải cứu Mỹ Tuệ. Anh đánh bại thủ lĩnh nhóm điệp viên Nhật và cứu được Mỹ Tuệ. Tại bến tàu, mọi người cũng phát hiện ra người Nhật đã buôn trẻ em Nhật sang Trung Quốc, những người có thể sẽ là điệp viên bí mật trong tương lai, tương tự Thiên Tứ.
Cuối phim, Trọng Tố kể lại chuyện trong đêm đó cho những đệ tử mới của võ đường nghe. Diệp Chuẩn, con trai của Diệp Vấn, cũng có mặt trong số những đệ tử mới. Diệp Vấn nay đã kết hôn với Vĩnh Thành và có cuộc sống hạnh phúc bên vợ con.

## Diễn viên
- Đỗ Vũ Hàng vai Diệp Vấn
- Phàn Thiếu Hoàng vai Diệp Thiên Tứ / Tanaka Eiketsu
- Huỳnh Dịch vai Trương Vĩnh Thành
- Trần Gia Hoàn vai Lý Mỹ Tuệ
- Nguyên Bưu vai Ngô Trọng Tố
- Hồng Kim Bảo vai Trần Hoa Thuận
- Diệp Chuẩn vai Lương Bích
- Trần Chi Huy vai Cha của Diệp Vấn
- Lâm Tuyết vai Phó thị trưởng Phật Sơn
- Lý Lực Trì vai Phiên dịch viên

## Sản xuất
Diệp Vấn tiền truyện được quay hoàn toàn ở Phật Sơn.

## Công chiếu
Bộ phim được phát hành tại Hồng Kông vào ngày 24 tháng 6 năm 2010 

### VCD
| Ngày phát hành      | Quốc gia  | Phân loại | Nhà xuất bản        | định dạng | Ngôn ngữ                          | Phụ đề                                   | Ghi chú | REF   |
| ------------------- | --------- | --------- | ------------------- | --------- | --------------------------------- | ---------------------------------------- | ------- | ----- |
| 26 tháng 8 năm 2010 | Hồng Kông | Không có  | Phòng thu phổ thông | NTSC      | Tiếng Quảng Đông, tiếng phổ thông | Tiếng Anh, tiếng trung quốc truyền thống | 2VCD    | [ 3 ] |

### DVD
| Ngày phát hành            | Quốc gia       | Phân loại | Nhà xuất bản             | định dạng | Khu vực | Ngôn ngữ                          | Âm thanh                                                                                    | Phụ đề                                                         | Ghi chú | REF   |
| ------------------------- | -------------- | --------- | ------------------------ | --------- | ------- | --------------------------------- | ------------------------------------------------------------------------------------------- | -------------------------------------------------------------- | ------- | ----- |
| 26 tháng 8 năm 2010       | Hồng Kông      | Không có  | Phòng thu phổ thông      | NTSC      | TẤT CẢ  | Tiếng Quảng Đông, tiếng phổ thông | 6.1, Dolby Digital EX (TM) / THX Surround EX (TM), DTS Extended Surround (TM) / DTS-ES (TM) | Tiếng Anh, tiếng Trung Quốc truyền thống, tiếng Trung giản thể |         | [ 4 ] |
| Ngày 13 tháng 10 năm 2010 | Đài Loan       | Không có  |                          | NTSC      | TẤT CẢ  | Tiếng Quảng Đông, tiếng phổ thông | Dolby Digital 2.0, Dolby Digital 5.1, Dolby Digital EX (TM) / THX Surround EX (TM)          | Tiếng Anh, tiếng Trung Quốc truyền thống, tiếng Trung giản thể |         | [ 5 ] |
| 20 tháng 12 năm 2010      | Vương quốc Anh | Không có  | Tập đoàn Metrodome (Anh) | PAL       | 2       | Tiếng Quảng Đông, tiếng phổ thông |                                                                                             | Tiếng Anh                                                      |         | [ 6 ] |
| Ngày 13 tháng 12 năm 2011 | Hoa Kỳ         | Không có  | Niềm vui                 | NTSC      | 1       | Tiếng Quảng Đông, tiếng Anh       |                                                                                             | Tiếng Anh                                                      |         | [ 7 ] |

### Blu-ray
| Ngày phát hành            | Quốc gia  | Phân loại | Nhà xuất bản               | định dạng  | Khu vực | Ngôn ngữ                                     | Âm thanh | Phụ đề                                                         | Ghi chú                                   | REF    |
| ------------------------- | --------- | --------- | -------------------------- | ---------- | ------- | -------------------------------------------- | --- | -------------------------------------------------------------- | ----------------------------------------- | ------ |
| 26 tháng 8 năm 2010       | Hồng Kông | Không có  | Phòng thu phổ thông        |            | Tất cả  | Tiếng Quảng Đông, tiếng phổ thông            | DTS-HD Master Audio 7.1, Dolby Digital 5.1 EX, Dolby Digital 5.1 EX                                          | Tiếng Anh truyền thống                                         |                                           | [ 8 ]  |
| Ngày 13 tháng 10 năm 2010 | Đài Loan  | Không có  | TBA                        |            | Tất cả  | Tiếng Quảng Đông, tiếng phổ thông            | 7.1, Dolby Digital 2.0, DTS-HD Master Audio, Dolby Digital 5.1, Dolby Digital EX (TM) / THX Surround EX (TM) | Tiếng Anh, tiếng Trung Quốc truyền thống, tiếng Trung giản thể |                                           | [ 9 ]  |
| 28 tháng 1 năm 2011       | nước Đức  | Không có  | Giải trí tráng lệ          |            | B       | Tiếng Quảng Đông, tiếng Đức (Được mệnh danh) | Nhân sự DTS-HD 5.1                                                                                           | Đức, Hà Lan                                                    | Được phát hành dưới tiêu đề "IP Man Zero" | [ 10 ] |
| Ngày 13 tháng 12 năm 2011 | Hoa Kỳ    | Không có  | Niềm vui                   | NTSC (DVD) | Một     | Tiếng Quảng Đông, tiếng Anh (Được mệnh danh) | TBA | Tiếng Anh                                                      | Kết hợp Blu-ray + DVD                     | [ 11 ] |
| Ngày 13 tháng 12 năm 2011 | Canada    | Không có  | Giải trí trực quan Vivendi | NTSC (DVD) | Một     | Tiếng Quảng Đông, tiếng Anh (Được mệnh danh) | TBA | Tiếng Anh                                                      | Kết hợp Blu-ray + DVD                     | [ 12 ] |